# 元音變化符號
元音變化符（英語、德語：Umlaut）是主要用在德語和其他日耳曼語言中使用的一個附加符號，主要用來標示日耳曼語元音變音，也就是讓 a、o、u 這三個後元音變成相對應的前元音。外觀是在字母上方加兩點，即 ä、ö、ü，看起來與法語的分音符一樣，但意義不同。

## 歷史
在古高地德語、古英語和古諾斯語中出現了日耳曼語元音變音，當時的人在字母後面加上一個 e 來表示這些音。這種表示方式仍保留在一些姓氏中，例如歌德 Goethe。在中世紀，為了節省空間，有些人開始把 e 縮小並寫在前一個字母的上方，後來又進一步簡化成兩條線或兩點。這種把一部份字母縮成符號的作法在當時很常見，例如把sz（當時的字體為ſʒ） 合寫成ß（出現在德文）、aa寫成å（保留在北日耳曼語支）、uo合寫成ů（保留在捷克文）、nn寫成ñ（保留在西班牙文）、cs寫成ç（保留在法文和葡萄牙文）。
現代德文將 ä、ö、ü 視為 a、o、u 的變化，只是加了元音變化符。照字母順序排列時，元音變化符通常不影響排序；若兩個字只差在元音變化符，有元音變化符的排在後。例如：
1. schon
2. schön
3. schonen

德國的電話簿使用另一種排法：把元音變化符視為字母e，置于被添加元音变化符的字母之后（如ö视为oe），所以前面的例子會變成：
1. schön (= schoen)
2. schon
3. schonen

奧地利電話簿則將 ä/ö/ü 排在 az/oz/uz 之後：
1. schon
2. schonen
3. schön

因為 ä/ö/ü 只是 a/o/u 的變化，如果打字無法顯示時，可以用 ae/oe/ue 代替。相較之下，瑞典文雖然也用 ä 和 ö 來表示類似的發音，但把它們視為獨立的字母，不能寫成 ae 和 oe，並排序在 z 之後。
| 德文     | 瑞典文 | 其他北日耳曼語言 |
| -------- | ------ | ---------------- |
| ä 或 ae  | ä      | æ                |
| ö 或 oe  | ö      | ø                |
| ü 或 ue  | y      | y                |
| ah 或 aa | å      | å                |

## 其他語言
鄰近德國的一些非日耳曼語言也會完全或一部份使用 ä、ö 和 ü 來表示類似的音，包括斯洛伐克文、芬蘭文、愛沙尼亞文、匈牙利文、亞塞拜然文和土耳其文。沃拉普克語的創造者是德國人，也使用元音變化符。藏语拼音也使用ä、ö、ü 來表示類似的發音。漢語拼音將「ㄨ /u/」和「ㄩ /y/」分別寫成 u 和 ü；如果打字不方便，ü 在不會混淆時可以寫成 u，例如「居」可以拼成 ju1；如果會造成混淆，例如 nü3（女）不能寫成 nu3（努），那可以寫作 nyu3 或 nv3。

## 其他用途
因為元音變化符讓人聯想到日耳曼語言，在廣告營銷中有時會被用來營造氣氛，例如其實是美國的冰淇淋品牌Häagen-Dazs，以及重金屬變音符號。